# Yoshihiro Kanno
Yoshihiro Kanno es un compositor japonés nacido en 1953 en Tokio. Diplomado en 1980 de la universidad de artes musicales de Tokio. Se ha convertido en un compositor de música clásica y bandas sonoras.

## Obra parcial
- Música clásica

Música de orquesta
1995 - A Mythical Implosion
Ballet
1987 - Mandala
Música de cámara
1976 - Cuarteto de cuerdas
1990 - Festival of Stone Mirror II, Connunto de instrumentos tradicionales Japoneses
1992 - The Remains of the Light I, piano
1995 - Saigyo - Procession of Light
Música electrónica (e instrumental)
1990 - Tapestry I with Voices of Shomyo
1992 - City of Sand in a Labyrinth
1993 - Procession of Fire
1996 - A Voice, The Pulsar - Ensphere

- Bandas sonoras

1984 - El huevo del ángel (Tenshi no tamago), de Mamoru Oshii y Yoshitaka Amano
1993-1994 - Homuratatsu, Teleserie
2022 - Winter Boy de Christophe Honoré